# Единочество. Часть I
«Единочество I» (также «Единочество. Часть I. Мама, это рок-н-ролл?») — четырнадцатый студийный альбом российской рок-группы «ДДТ», выпущенный 26 ноября 2002 года.
Музыкант группы Вадим Курылёв отметил: «Это первый том литературно-музыкальной дилогии».

## О создании
«Я придумал это новое словообразование — „единочество“. Если ты одинок — это очень плохо, а „единочество“ — когда ты один, но в то же время един с этим миром. Ты часть этого мира, травы, неба, рек, людей, зданий — всего, что Господь создал. Это такое сложное русское состояние души».— Юрий Шевчук
В 2001 году Юрий Шевчук, Константин Шумайлов и Вадим Курылёв давали концерты с экспериментальной программой «Акустика», включавшей песни из грядущего «Единочества», выступление в ГЦКЗ «Россия» было показано телекомпанией ТВЦ.
Это первый альбом, который «ДДТ» записывали в своей собственной студии, расположенной в небольшом здании на 4-й Советской улице Санкт-Петербурга — группе пришлось это «поднимать из руин». По словам Шевчука, работа над «Единочеством» велась на протяжении 8 месяцев. Группа хотела, чтобы альбом не был похож на предыдущие работы, отойти от клише последнего времени: «В „Единочестве“ мы старались достичь сложного и прозрачного звука. В этом альбоме — наша любовь и жизнь. За последние два года были разные состояния, и мы попытались сохранить их». По словам Шевчука, альбом по своему построению ближе к Миру номер ноль: «В „Единочестве“ достаточно сложный саунд — от шансона и живых гитарных аккордов до самого последнего веяния электроники. Очень много стихов и экспериментов, мы придумали даже рэп, но по-„дэдэтэвски“: поэзию ведь можно писать не куплетами, а просто читать стихи на интересную ритмическую фактуру».
В качестве звукорежиссёра начинал работу над альбомом Игорь Сорокин, работавший с ДДТ ещё с 1995 года. Однако, в конце зимы он покидает группу, и вся основная „пультовая“ работа достается Игорю Тихомирову, ставшему главным звукорежиссёром.
К репетициям и записи ДДТ приступили в середине октября 2001 года. В рамках короткого тура по России прошли два концерта в московском ДК им. Горбунова (изданные в 2004 году как Город без окон. Вход и Город без окон. Выход). Петербургская премьера программы состоялась 3 декабря в «Юбилейном», собрав 7 тысяч зрителей. Два дня спустя группа отбыла в своё третье турне по Северной Америке, которое охватило четыре города в США и три в Канаде.
В интервью 29 октября 2001 года Шевчук сказал, что новый альбом выйдет в марте 2002 года. Но «ДДТ» ещё были заняты обустройством студии: «... мы раньше сидели в подвале». Участники группы решили не торопиться, в работе находились примерно 18 песен и стихов. Автор признался: «Я не знаю, какой он будет. Мне бы хотелось, чтобы он отличался от предыдущих альбомов, чтобы в нём было что-то новое, интересное, чтобы самим было интересно, чтобы какая-то свежесть была в нём, какие-то идеи были. В основном, этот альбом посвящён рок-движению восьмидесятых — девяностых годов. Много песен именно посвящено той эпохе. Этот новый альбом — наше прощание с веком. А какая музыка будет? Будет разная».
С января 2002 года альбом переписывался три раза: в первый раз музыканты хотели сделать его похожим на концертный вариант, который играли ранее, но решили доработать материал, добавив новые штрихи и улучшив качество исполнения. К июню была готова другая версия с обилием оригинальных музыкальных ходов, но, по мнению лидера «ДДТ», несколько «пересушенная», утратившая первоначальную энергетику, пресловутый драйв. Окончательный вариант, по словам участников группы, представляет собой золотую середину между первым и вторым. Сведение первой части началось только в конце лета 2002 года, что повлекло за собой рост напряжения в коллективе, вследствие чего ушёл Вадим Курылёв, сосредоточившийся на сольной карьере.

## Композиции альбома
«Поэт» затрагивает неизбежно-конфликтное состояние личности лирического героя. Строчка «…сплёвывают новый гимн…» в «Рабочем квартале» посвящена новой редакции С.Михалковым слов Государственного гимна Российской Федерации.
В «Поколении» отмечаны отголоски Emerson, Lake & Palmer, точнее — их интерпретация «Картинок с выставки» Мусоргского.
«Мама, это рок-н-ролл», как и «Поэт», пережила несколько аранжировок. В ответ на слова из припева «Рок — это я» Константин Кинчев написал песню «Rock-n-roll», в которой поставил вопрос: «А кто тогда мы?». По словам Шевчука, строчка отображает лишь личную ответственность за то, что он делает. Кинчев пригласил Шевчука на запись «Rock-n-roll», но последний в итоге попросил вырезать его куплет. В проигрыше песни Шевчук подтвердил влияние Grand Funk Railroad. В концертном фильме «Город без окон» исполнение «Мама, это рок-н-ролл» сопровождается кадрами с участниками Ленинградского рок-клуба.
«Вальс» у Шевчука навеян Яном Тирсеном и его типично французскими мелодиями.
В Intro гитарное вступление взято Курылёвым из композиции Sonnenbarke альбома Silence Is Sexy группы Einstürzende Neubauten, а клавишные партии — у небезызвестной Нико.
«Крыса» скрывает образ человека, переживающего одиночество (или тяжёлую утрату) в период весны, когда «весь мир мечтает и влюбляется». «Вальс», записанная одной из последних, — песня о творчестве и вере; строчка «Как перевоплощается в кровь твоё вино…» описывает христианский обряд евхаристии.
«Ночная пьеса» перекликается по смыслу с «Небом на земле» из альбома «Мир номер ноль» и отражает впечатления Шевчука о политическом бомонде в своеобразном парафразе Н. В. Гоголя и М. Е. Салтыкова-Щедрина. Завершающая частушка про президента России В. В. Путина является выдержкой из отдельной песни.
«Осенняя» вошла в саундтрек к телесериалу «Ледниковый период». Для раскрутки сериала и альбома на телеканале ОРТ в прайм-тайм транслировался видеоклип (режиссёр А. Буравский), смонтированный из кадров сериала, перемежавшихся Юрием Шевчуком, гулявшим по Петербургу и записывающим слова на диктофон. Полная версия клипа вышла в 2003 году (режиссёр Василий Бледнов, оператор-постановщик Сергей Бледнов. Песня вошла в концертный альбом Город без окон. Вход и DVD «Город без окон». Исполнялась она и в антивоенной программе «Не стреляй!» 2008 года.
Рецензент Newslab в обзоре Единочество I описал песню как «нежную и проникновенную» и заключил, что она возвращает слушателю надежду после тяжёлой атмосферы альбома. Дмитрий Бебенин (Звуки.ру) почувствовал, что пронзительная труба в соединении с приглушённой гитарой и закольцованными ударными придают «Осенней» неявное внутреннее напряжение.

## Детали издания
Альбом был издан на компакт-дисках и магнитофонных кассетах.
В конце 2014 года компания «Navigator Records» выпустила переиздание двух частей «Единочества» в подарочной упаковке. В отличие от изданий 2002 и 2003 года, которые существовали раздельно, переиздание совмещает в себе два компакт-диска (части 1 и 2) и два буклета. Музыкальные файлы альбомов были отреставрированы звукорежиссёром Евгением Гапеевым.
Оформление обложки похоже на альбом группы Nine Inch Nails And All That Could Have Been, который вышел 22 января 2002 года. Это связано с тем, что творчество Трента Резнора нравилось Юрию Шевчуку (интервью 2010 года: «группа Nine Inch Nails, которая привнесла с собой не менее свежую волну в современный рок. Её популярность росла постепенно. Результат — она радует нас до сих пор»). Вадим Курылёв добавил, что в «ДДТ» слушали также Ника Кейва и Einstürzende Neubauten. Шевчук любил Nine Inch Nails, на что повлиял Константин Шумайлов.

## Список композиций
1. Когда един — 3:26
2. Поэт — 6:03
3. Рабочий квартал — 7:41
4. 180 см. — 3:20
5. Поколение — 3:09
6. Мама, это рок-н-ролл — 5:04
7. Вальс — 4:04
8. Intro — 2:06
9. Крыса — 5:54
10. Рождество — 2:28
11. Ночная пьеса — 5:33
12. Осенняя — 4:52

## В записи участвовали
- Юрий Шевчук — автор, вокал, декламация (1, 10), диктофон (1), акустическая гитара (1, 3, 5, 6, 9, 11), электрогитара (11, 12 — 5-й куплет), томы (6)
- Вадим Курылёв — гитары, бэк-вокал, блок-флейта (2, 6, 11), балалайка (11)[26], аккордеон (8, 9 — припев), орган с фуззом (9 — куплет)
- Константин Шумайлов — клавиши, семплеры, клавишный бас (3, 11), бэк-вокал
- Павел Борисов — бас-гитара, малые барабаны (11)
- Игорь Доценко — барабаны, шейкер (4), смычок и палка по тарелке (10), бубен (5, 11)
- Михаил Чернов — саксофон (7)
- Иван Васильев — труба (7, 9, 12)
- Игорь Сорокин — звукорежиссёр
- Игорь Тихомиров — звукорежиссёр

## Критика
Андрей Бурлака считает, что «в известном смысле слова, альбом „Единочество“ стал для ДДТ тем, чем был для The Beatles „Белый альбом“ — с той лишь разницей, что все песни на нём принадлежали перу Шевчука».
Музыкант группы Вадим Курылёв так оценил альбом:
«Альбом очень интересный, нетрадиционный, но местами тяжеловат для восприятия — даже для тренированных ушей фанатов „ДДТ“. В целом, однако, „Единочество, часть 1“ явно лучше предыдущего альбома — с точки зрения не рок-музыки, а искусства вообще. Хотя — у каждого альбома свои задачи: „Метель августа“ неплохо закрыла 20-й век, новый же альбом многообещающе открывает 21-й.
К сожалению, технические и стилистические ошибки не дали ему стать блистательным трамплином в новую эпоху — альбом явно „пересижен“ в студии, а материал „заигран“ двумя годами концертов. Попытка втиснуть „Мама, это рок-н-ролл“ в какой-то временной формат лишь навредила этому центральному номеру альбома, а в „Поэте“ и „Рабочем квартале“ налицо победа иллюзорной концепции над хорошим звуком. Что ж, портить всегда легче… Пожалуй, лучше всего получились „Осенняя“ и „Крыса“, то есть — самые редко исполняемые на концертах, а значит — не „замыленные“ песни. Кажется, однако, что другим группам, которые записываются на этой студии, удаётся получить более качественное звучание».
Пётр Самойлов, бас-гитарист группы «Алиса», ответил на вопрос о впечатлениях от первой части «Единочества» так: «Местами интересно, местами нет (тексты)».
Шевчук в интервью газете «Известия» 2017 года сказал, что в альбоме «пара песен неплохих вроде есть».